# الیمپوس پن ایی-پی۳
الیمپوس پن ایی-پی۳ (به انگلیسی: Olympus PEN E-P3) یک دوربین عکاسی ساخت شرکت الیمپوس است.